# Cucho Hernández
Juan Camilo „Cucho“ Hernández Suárez (* 22. April 1999 in Pereira) ist ein kolumbianischer Fußballspieler. Der Stürmer steht bei Betis Sevilla unter Vertrag. Seit Oktober 2018 ist er A-Nationalspieler.

## Karriere
Hernández wechselte 2015 zu Deportivo Pereira, nachdem er in einer Amateurmannschaft entdeckt wurde. Bereits mit 15 Jahren bestritt er sein Debüt für Pereira, als er beim 2:1-Heimsieg über Deportes Quindío in der Startformation stand. Sein erstes Tor im Profifußball erzielte Cucho am 5. September 2015 gegen Real Santander. Nachdem er in seiner ersten Saison drei Tore erzielen konnte, war er in der folgenden Saison mit 20 Treffern bereits der Top-Torschütze der Categoría Primera B. 
Im September 2016 wechselte er nach Spanien zum FC Granada, welche ihn am 22. Dezember zurück nach Kolumbien zu América de Cali verliehen. Sein Debüt in der ersten kolumbianischen Liga, der Categoría Primera A, absolvierte er am 23. Februar 2017 im Spiel gegen die Jaguares de Córdoba. Sein erstes Tor für América erzielte er am 3. Juni, als er das einzige Tor des Tages gegen Deportivo Pasto einnetzen konnte.
Am 8. Juli 2017 sicherte sich der Partnerverein Granadas, der FC Watford, die Rechte Cuchos und verlieh ihn umgehend für eine Saison an den spanischen Zweitligisten SD Huesca. Für Granada bestritt Hernández in einem halben Jahr kein einziges Spiel. In seiner ersten Saison 2017/18 war er ein wichtiger Bestandteil der Mannschaft Huescas, welche als Tabellenzweiter erstmals in die Primera División aufstieg. Cucho erzielte in 35 Ligaspielen 16 Tore und bereitete sechs weitere vor. Zur Saison 2018/19 wurde seine Leihe um ein weiteres Jahr verlängert. Sein erstes Tor in der LaLiga erzielte er am 2. September 2018 bei der 2:8-Auswärtsniederlage gegen den FC Barcelona. In der ersten spanischen Spielklasse konnte Hernández nicht an seine Werte aus der Vorsaison anknüpfen und erzielte in 34 Einsätzen nur 4 Tore und bereitete drei weitere vor. Nachdem man nur den 19. Tabellenplatz erreicht hatte, musste Huesca den Gang in die Zweitklassigkeit antreten. Cucho kehrte am Ende der Saison wieder zum FC Watford zurück.
Bei den Hornets blieb er jedoch nicht lange, da er bereits am 26. August 2019 wieder in die LaLiga verliehen wurde, diesmal zum Aufsteiger RCD Mallorca. Seinen ersten Einsatz bestritt er aufgrund einer Muskelverletzung erst im Dezember 2019. Erstmals treffen konnte er am 15. Februar 2020 (24. Spieltag) beim 1:0-Heimsieg gegen Deportivo Alavés. Insgesamt bestritt er in dieser Saison 2019/20 22 Ligaspiele, in denen er fünf Tore erzielte. Auch mit den Mallorquinern musste er den Abstieg hinnehmen. In der darauffolgenden Saison wurde er erneut in die spanische LaLiga verliehen. Diesmal wechselte er zum FC Getafe.
Im Sommer 2022 wechselte Hernández zur Columbus Crew in die Major League Soccer. Zum Zeitpunkt des Wechsels war er mit 10 Millionen Dollar der Rekordtransfer des Franchise. In der Saison 2023 zahlte sich dieser Transfer voll aus: Columbus gewann seinen dritten MLS Cup und Hernández wurde zum Most Valuable Player des Endspiels gewählt. Im Februar 2025 wechselte Hernández zurück nach Spanien zu Betis Sevilla.

## Titel und Auszeichnungen

### Titel
- MLS Cup: 2023
- Leagues Cup: 2024

### Individuelle Auszeichnungen
- MLS Best XI: 2023, 2024
- MLS Cup MVP: 2023